# 안토노프 A-1
안토노프 A-1은 1930년대와 1940년대에 소련에서 개발된 훈련용 글라이더이다. 올레크 안토노프가 설계를 맡았으며 약 5,700대가 생산되었다.

## 종류

### 원형
- 스탄다르트-1 (Стандарт-1)
- 스탄다르트-2 (Стандарт-2)

### 훈련용 글라이더
- 우체브니 (Учебный)
- U-s1 (У-с1)
- U-s2 (У-с2)
- U-s3 (У-с3)
- U-s4 (У-с4)

### 세일플레인
- 파리텔 (Паритель)
- P-s1 (П-с1)
- P-s2 (П-с2)

### 견인용 글라이더
- 북시로보치니예 (Буксировочные)
- B-s3 (Б-с3)
- B-s4 (Б-с4)
- B-s5 (Б-с5)

## 사양
- 승무원: 조종사 1명

안토노프 A-1의 구조

- 길이: 5.60m (18ft 5 DM)
- 너비: 10.56m (34 ft 8 DM)
- 높이: 1.70m (5 피트 7 DM)
- 날개 면적: 15.6m2 (168 평방 피트)
- 자체 중량: 92kg (200 파운드)
- 이륙 질량: 164kg (361 파운드)
- 최대 속도 사양: 70km/h (40 mph)
- 감소 속도: 1.2m/s (240 ft/분)